# 丸山鶴吉

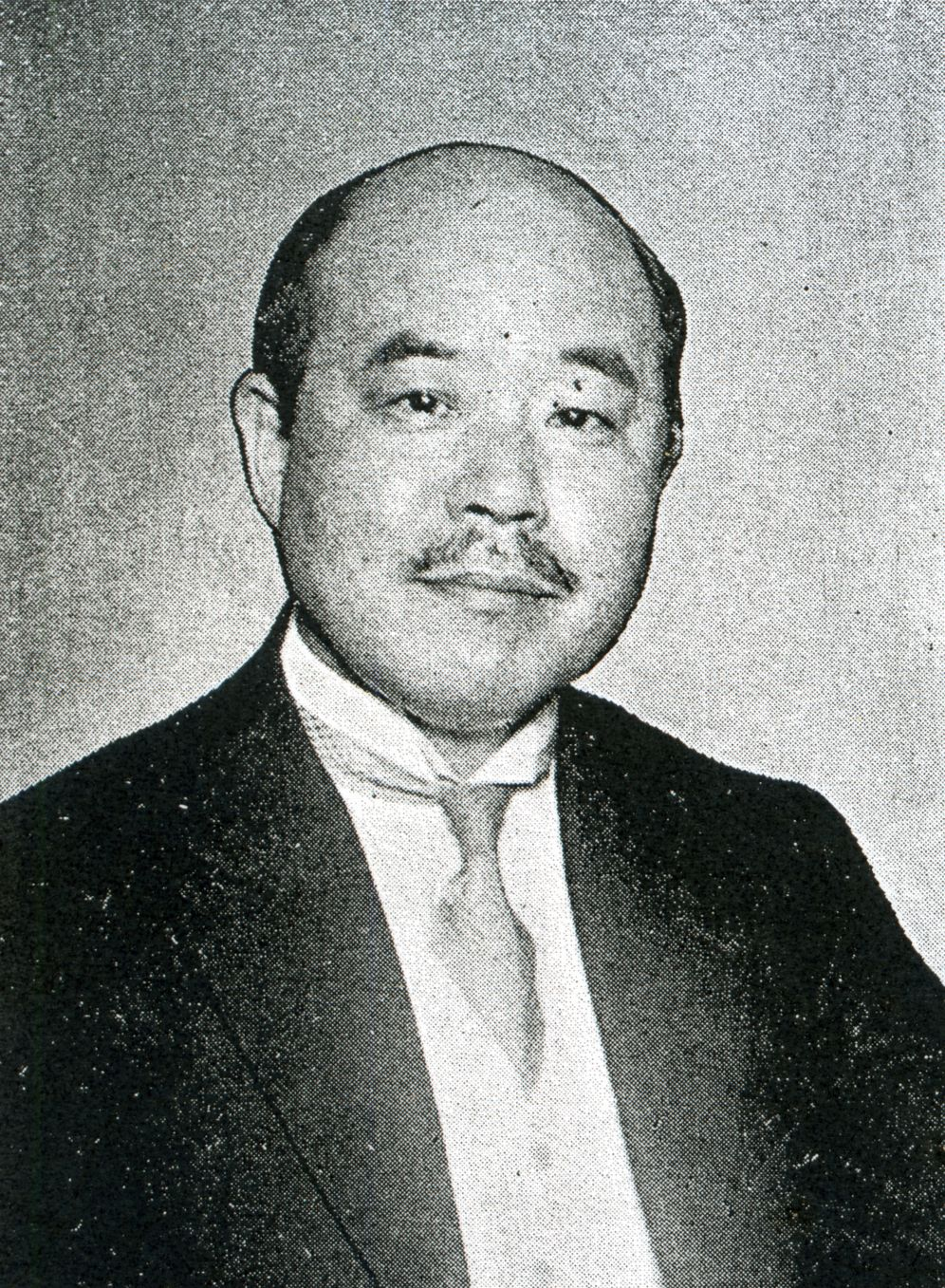
丸山鶴吉の肖像写真

丸山 鶴吉（まるやま つるきち、1883年〈明治16年〉9月27日 - 1956年〈昭和31年〉6月3日）は、日本の内務官僚、政治家、教育者。警視総監、宮城県知事、武蔵野美術学校校長。位階は従三位。広島県沼隈郡松永村（現・福山市松永町）生まれ。

## 来歴

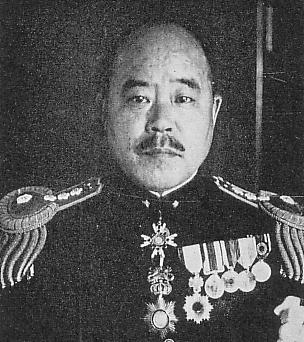
警視総監在任中の丸山鶴吉

1883年、松永下駄の創始者、丸山茂助の四男として生まれる。負けん気の強い少年で、5年生になる頃には学校を仕切った。広島県立福山中学（現・福山誠之館高校）、第一高等学校を経て東京帝国大学法科大学政治学科に入学。卒業後1909年、内務省に入る。
香川県警部、警視庁特高課長、保安課長、静岡県内務部長を歴任。保安課長時代には私娼撲滅運動を展開した。1919年に朝鮮総督府警務局長に就任。日韓併合後で政情不安な土地において朝鮮人の人心掌握に力を振るい、以後朝鮮人の地位向上を支援するなど、その交流は死ぬまで続いた。
1924年に総督府の職を辞し帰京。 1926年に東京市助役。 1927年ジュネーブ海軍軍縮会議に全権随員として渡欧。1929年、濱口内閣で警視総監に就任し、組織的労働争議の積極的鎮圧や大規模な暴力団摘発・徹底的な風紀取締りを行い腕を振るった。カフェーの営業時間を0時までに短縮させたことで、女給が看板後に外でお客をとってかえってエロを増長させる等とエロ・レビュー・カジノ・フォーリーを育てたサトウハチローが噛み付き、1931年「文学時代」4月号5月号でサトウと丸山の一大論争が展開された。1931年浜口首相が東京駅頭で狙撃され責任を負って辞任するも、同年4月13日、貴族院議員に勅選された（1946年2月16日まで在任）。その後各界の有力者を糾合して東京市政革新同盟を結成し、東京市会議員に当選。東京市議を二期務めた後、1941年大政翼賛会事務総長。1942年に宮城県知事、1945年に東北地方総監となって終戦を迎えた。
終戦後は公職追放。1951年、追放解除の後に、武蔵野美術大学の学長に就任。墓所は青山霊園。

## 栄典
位階
- 1916年(大正5年)10月30日-叙 正六位

勲章
- 1916年（大正5年）1月19日 - 勲六等単光旭日章[6]
- 1943年（昭和18年）10月9日  - 勲二等瑞宝章[7]

## 家族
- 妻は北条時敬の娘[8]

## 著書
- 人生訓「春風」
- 一行七言詩句「語尽」
- 『在鮮四年有餘半』松山房 1924
- 『市郡併合問題に就て五百萬都民に訴ふ』大衆自治社 1932
- 『五十年ところどころ』大日本雄辯会講談社 1934
- 『やさしい警察論』新政社 1935
- 『家庭読本』大日本雄弁会講談社 1936
- 『中南米の旅 残された世界の宝庫を訪ねて』明治書房 1939
- 『中南米より帰りて』拓殖奨励館 拓殖パンフレツト 1939
- 『七十年ところどころ』七十年ところどころ刊行会 1955
- 『高島先生教育報国六十年 伝記・高島平三郎』編 1940　大空社 1988

## 註
1. ↑  朴春琴らが1920年に在住朝鮮人の相互扶助組織・相救会を結成した際には、丸山はその顧問になっている。後に朴は朝鮮人としてはじめて代議士となった。
2. ↑  臨終にあたって在日朝鮮人が立ち会っていた。
3. ↑  西沢爽『雑学 東京行進曲』講談社、1984年、321-329頁。
4. ↑  『貴族院要覧（丙）』昭和21年12月増訂、39頁。
5. ↑  『貴族院要覧（丙）』昭和21年12月増訂、54頁。
6. ↑  『官報』第1038号「叙任及辞令」1916年1月20日。
7. ↑  『官報』第5029号「叙任及辞令」1943年10月15日。
8. ↑  財閥経営者とキリスト教社会事業家 II瀬岡誠、国連大学人間と社会の開発プログラム研究報告、1983年